# 병방시장로
병방시장로(Byeongbangsijang-ro)는 인천광역시 계양구 임학동에서 병방동 사이에 걸쳐 있는 인천광역시도로, 총 연장은 830m이다. 도로의 명칭이 유래된 것은 계양구의 전통시장 중의 하나인 병방시장이 위치한 도로 구간으로 시장을 통해 건전한 소비 문화가 정착되기를 바라는 의미에서 부여하였다.

## 역사
- 2010년 3월 15일 : 도로명으로 병방시장로를 고시

## 주요 경유지
- 계양구
  - 임학동 - 병방동

## 접촉하는 도로
- 계양산로
- 장제로